# Pokrovskoe (Oblast' di Orël)
Pokrovskoe (in russo  Покровское?) è un insediamento di tipo urbano della Russia europea sudoccidentale, situato nell'oblast' di Orël; è il centro amministrativo del rajon Pokrovskij.
Si trova nel rialto centrale russo, 77 km a sud-est di Orël.